# Wahlkreis Inverness
Der Wahlkreis Inverness war von 1918 bis 1983 ein Wahlkreis (englisch constituency) für die Wahl eines Abgeordneten des britischen Unterhauses (House of Commons).

## Ergebnisse (seit 1945)

### Parlamentswahl 1945
| Kandidaten           | Kandidaten          | Parteien                   | Stimmen | %    |
| -------------------- | ------------------- | -------------------------- | ------- | ---- |
|                      | Murdoch Macdonald   | unabhängig – Liberal Party | 12.090  | 43,3 |
|                      | Neil George Maclean | Labour Party               | 9.655   | 34,6 |
|                      | John MacCormick     | Liberal Party              | 6.200   | 22,2 |
| Gesamt               | Gesamt              | Gesamt                     | 27.945  | 100  |
|                      |                     |                            |         |      |
| Quelle: UK Parlament |                     |                            |         |      |

### Parlamentswahl 1950
| Kandidaten           | Kandidaten                  | Parteien       | Stimmen | %    |
| -------------------- | --------------------------- | -------------- | ------- | ---- |
|                      | Malcolm Douglas-Hamilton    | Unionist Party | 16.056  | 45,5 |
|                      | Desmond Nethersole-Thompson | Labour Party   | 11.236  | 31,8 |
|                      | John Bannerman              | Liberal Party  | 8.023   | 22,7 |
| Gesamt               | Gesamt                      | Gesamt         | 35.315  | 100  |
|                      |                             |                |         |      |
| Quelle: UK Parlament |                             |                |         |      |

### Parlamentswahl 1951
| Kandidaten           | Kandidaten               | Parteien       | Stimmen | %    |
| -------------------- | ------------------------ | -------------- | ------- | ---- |
|                      | Malcolm Douglas-Hamilton | Unionist Party | 22.497  | 64,5 |
|                      | Thomas Alexander MacNair | Labour Party   | 12.361  | 35,5 |
| Gesamt               | Gesamt                   | Gesamt         | 34.858  | 100  |
|                      |                          |                |         |      |
| Quelle: UK Parlament |                          |                |         |      |

### Parlamentswahl 1954
Die Wahl fand am 21. Dezember statt.
| Kandidaten                 | Kandidaten       | Parteien       | Stimmen | %    |
| -------------------------- | ---------------- | -------------- | ------- | ---- |
|                            | Neil McLean      | Unionist Party | 10.329  | 41,4 |
|                            | John Bannerman   | Liberal Party  | 8.998   | 36,0 |
|                            | William Paterson | Labour Party   | 5.642   | 22,6 |
| Gesamt                     | Gesamt           | Gesamt         | 24.969  | 100  |
|                            |                  |                |         |      |
| Quelle: By-elections.co.uk |                  |                |         |      |

### Parlamentswahl 1955
| Kandidaten           | Kandidaten                  | Parteien       | Stimmen | %    |
| -------------------- | --------------------------- | -------------- | ------- | ---- |
|                      | Neil McLean                 | Unionist Party | 14.352  | 41,4 |
|                      | John Bannerman              | Liberal Party  | 13.386  | 38,7 |
|                      | Desmond Nethersole-Thompson | Labour Party   | 6.891   | 19,9 |
| Gesamt               | Gesamt                      | Gesamt         | 34.629  | 100  |
|                      |                             |                |         |      |
| Quelle: UK Parlament |                             |                |         |      |

### Parlamentswahl 1959
| Kandidaten           | Kandidaten              | Parteien       | Stimmen | %    |
| -------------------- | ----------------------- | -------------- | ------- | ---- |
|                      | Neil McLean             | Unionist Party | 15.728  | 44,4 |
|                      | John Bannerman          | Liberal Party  | 11.653  | 32,9 |
|                      | Ian John Forgan Coulter | Labour Party   | 8.073   | 22,8 |
| Gesamt               | Gesamt                  | Gesamt         | 35.454  | 100  |
|                      |                         |                |         |      |
| Quelle: UK Parlament |                         |                |         |      |

### Parlamentswahl 1964
| Kandidaten           | Kandidaten             | Parteien       | Stimmen | %    |
| -------------------- | ---------------------- | -------------- | ------- | ---- |
|                      | David Russell Johnston | Liberal Party  | 14.235  | 39,8 |
|                      | Neil McLean            | Unionist Party | 12.099  | 33,9 |
|                      | Allan Campbell McLean  | Labour Party   | 9.402   | 26,3 |
| Gesamt               | Gesamt                 | Gesamt         | 35.736  | 100  |
|                      |                        |                |         |      |
| Quelle: UK Parlament |                        |                |         |      |

### Parlamentswahl 1966
| Kandidaten           | Kandidaten             | Parteien           | Stimmen | %    |
| -------------------- | ---------------------- | ------------------ | ------- | ---- |
|                      | David Russell Johnston | Liberal Party      | 14.356  | 39,5 |
|                      | David Anthony Wathen   | Conservative Party | 11.961  | 32,9 |
|                      | Allan Campbell McLean  | Labour Party       | 10.069  | 27,7 |
| Gesamt               | Gesamt                 | Gesamt             | 36.386  | 100  |
|                      |                        |                    |         |      |
| Quelle: UK Parlament |                        |                    |         |      |

### Parlamentswahl 1970
| Kandidaten           | Kandidaten               | Parteien                | Stimmen | %    |
| -------------------- | ------------------------ | ----------------------- | ------- | ---- |
|                      | David Russell Johnston   | Liberal Party           | 15.052  | 38,4 |
|                      | David Anthony Wathen     | Conservative Party      | 12.378  | 31,5 |
|                      | Donald Macaulay          | Labour Party            | 9.038   | 23,0 |
|                      | Athole Christina Cameron | Scottish National Party | 2.781   | 7,1  |
| Gesamt               | Gesamt                   | Gesamt                  | 39.249  | 100  |
|                      |                          |                         |         |      |
| Quelle: UK Parlament |                          |                         |         |      |

### Parlamentswahl Februar 1974
- Vgl. Fred W. S. Craig, British Parliamentary Election Results, 1974-1983 (Gibson, Scottish National Party: 7.816 Stimmen; Cameron, Labour: 7.258 Stimmen).

| Kandidaten           | Kandidaten             | Parteien                | Stimmen | %    |
| -------------------- | ---------------------- | ----------------------- | ------- | ---- |
|                      | David Russell Johnston | Liberal Party           | 16.903  | 38,7 |
|                      | Robert Ewart Henderson | Conservative Party      | 11.680  | 26,8 |
|                      | David James Cameron    | Labour Party            | 7.816   | 17,9 |
|                      | Rob Gibson             | Scottish National Party | 7.258   | 16,6 |
| Gesamt               | Gesamt                 | Gesamt                  | 43.657  | 100  |
|                      |                        |                         |         |      |
| Quelle: UK Parlament |                        |                         |         |      |

### Parlamentswahl Oktober 1974
| Kandidaten           | Kandidaten             | Parteien                | Stimmen | %    |
| -------------------- | ---------------------- | ----------------------- | ------- | ---- |
|                      | David Russell Johnston | Liberal Party           | 13.128  | 32,4 |
|                      | Donald Barr            | Scottish National Party | 11.994  | 29,6 |
|                      | Robert Ewart Henderson | Conservative Party      | 8.922   | 22,0 |
|                      | J.W.L. Cumming         | Labour Party            | 6.332   | 15,6 |
|                      | Uilleam Bell           | Fine Gael (Schottland)  | 155     | 0,4  |
| Gesamt               | Gesamt                 | Gesamt                  | 40.531  | 100  |
|                      |                        |                         |         |      |
| Quelle: UK Parlament |                        |                         |         |      |

### Parlamentswahl 1979
| Kandidaten           | Kandidaten             | Parteien                | Stimmen | %    |
| -------------------- | ---------------------- | ----------------------- | ------- | ---- |
|                      | David Russell Johnston | Liberal Party           | 15.716  | 33,7 |
|                      | Richard Hunter Gordon  | Conservative Party      | 11.559  | 24,8 |
|                      | Donald Barr            | Scottish National Party | 9.603   | 20,6 |
|                      | Brian Wilson           | Labour Party            | 9.586   | 20,6 |
|                      | Uilleam Bell           | Fine Gael (Schottland)  | 112     | 0,2  |
| Gesamt               | Gesamt                 | Gesamt                  | 46.576  | 100  |
|                      |                        |                         |         |      |
| Quelle: UK Parlament |                        |                         |         |      |